# Ottawa Sun
Le Ottawa Sun est un journal quotidien canadien de format tabloïd publié à Ottawa (Ontario)
Il est majoritairement détenu par Postmedia Network qui publie aussi le National Post.
Post Media a comme principal actionnaire le fonds américain Chatham Asset Management.

## Histoire
Il fut d'abord publié au début des années 1980 sous le nom du Ottawa Sunday Herald, puis fut acquis par le Toronto Sun Publishing Corporation en 1988.
La première édition du dimanche du journal nouvellement rebaptisé Ottawa Sun fut publiée le 4 septembre 1988, et la première édition quotidienne est parue le 7 novembre 1988. Tout comme son homologue torontois le Toronto Sun, il publie quotidiennement la photo d'une Sunshine Girl, sa position éditoriale est à tendance conservatrice et populiste, et ses manchettes sont éditorialisées.